# Soedan op de Olympische Zomerspelen 2020
Soedan nam deel aan de Olympische Zomerspelen 2020 in Tokio, Japan. Het was de 13e keer dat het land deelnam. Er werden op deze spelen van 23 juli tot en met 8 augustus 2021 geen medailles behaald door deelnemers uit Soedan.

## Atleten
Hieronder volgt een overzicht van de atleten die zich hebben verzekerd van deelname aan de Olympische Zomerspelen 2020.
| sport    | mannen | vrouwen | totaal |
| -------- | ------ | ------- | ------ |
| Atletiek | 1      | 0       | 1      |
| Judo     | 1      | 0       | 2      |
| Roeien   | 0      | 1       | 1      |
| Zwemmen  | 1      | 1       | 2      |
| totaal   | 3      | 2       | 5      |

## Sporten

### Atletiek
Mannen
Loopnummers
| atleet      | onderdeel | series | series | kwartfinale | kwartfinale | halve finale   | halve finale   | finale         | finale         |
| atleet      | onderdeel | tijd   | rang   | tijd        | rang        | tijd           | rang           | tijd           | rang           |
| ----------- | --------- | ------ | ------ | ----------- | ----------- | -------------- | -------------- | -------------- | -------------- |
| Sadam Koumi | 400 m     | 46,26  | 5      | n.v.t.      | n.v.t.      | niet geplaatst | niet geplaatst | niet geplaatst | niet geplaatst |

### Judo
Mannen
| atleet               | onderdeel | eerste ronde         | tweede ronde         | derde ronde          | kwartfinale          | halve finale         | herkansing           | finale / BM          | finale / BM    |
| atleet               | onderdeel | tegenstander uitslag | tegenstander uitslag | tegenstander uitslag | tegenstander uitslag | tegenstander uitslag | tegenstander uitslag | tegenstander uitslag | rang           |
| -------------------- | --------- | -------------------- | -------------------- | -------------------- | -------------------- | -------------------- | -------------------- | -------------------- | -------------- |
| Mohamed Abdalarasool | −73 kg    | Nourine W WO         | Butbul V DNS         | niet geplaatst       | niet geplaatst       | niet geplaatst       | niet geplaatst       | niet geplaatst       | niet geplaatst |

### Roeien
Vrouwen
| atlete        | onderdeel | series   | series | herkansingen | herkansingen | kwartfinale | kwartfinale | halve finale | halve finale | finale   | finale |
| atlete        | onderdeel | tijd     | rang   | tijd         | rang         | tijd        | rang        | tijd         | rang         | tijd     | rang   |
| ------------- | --------- | -------- | ------ | ------------ | ------------ | ----------- | ----------- | ------------ | ------------ | -------- | ------ |
| Esraa Khogali | skiff     | 10:18,27 | 6 H    | 10.25,94     | 5 HE/F       | n.v.t.      | n.v.t.      | 10.23,52     | 4 FF         | 10.05,32 | 32     |

Legenda: FA=finale A (medailles); FB=finale B (geen medailles); FC=finale C (geen medailles); FD=finale D (geen medailles); FE=finale E (geen medailles); FF=finale F (geen medailles); HA/B=halve finale A/B; HC/D=halve finale C/D; HE/F=halve finale E/F; KF=kwartfinale; H=herkansing

### Zwemmen
Mannen
| atleet        | onderdeel        | series | series | halve finale   | halve finale   | finale         | finale         |
| atleet        | onderdeel        | tijd   | rang   | tijd           | rang           | tijd           | rang           |
| ------------- | ---------------- | ------ | ------ | -------------- | -------------- | -------------- | -------------- |
| Abobakr Abass | 100 m schoolslag | 1.04,6 | 45     | niet geplaatst | niet geplaatst | niet geplaatst | niet geplaatst |

Vrouwen
| atlete         | onderdeel       | series | series | halve finale   | halve finale   | finale         | finale         |
| atlete         | onderdeel       | tijd   | rang   | tijd           | rang           | tijd           | rang           |
| -------------- | --------------- | ------ | ------ | -------------- | -------------- | -------------- | -------------- |
| Haneen Ibrahim | 50 m vrije slag | 34,49  | 80     | niet geplaatst | niet geplaatst | niet geplaatst | niet geplaatst |